# Elecciones generales de San Cristóbal-Nieves-Anguila de 1966
Elecciones generales tuverion lugar en San Cristóbal-Nieves-Anguila el 25 de julio de 1966. El resultado fue una victoria para el Partido Laborista de San Cristóbal y Nieves, el cual ganó siete de los diez escaños. La participación fue de 70,2%.

## Resultados
| Partido                                     | Votos | %    | Escaños | +/-   |
| ------------------------------------------- | ----- | ---- | ------- | ----- |
| Partido Laborista de San Cristóbal y Nieves | 6249  | 44,3 | 7       | 0     |
| Movimiento de Acción Popular                | 4936  | 35,0 | 2       | Nuevo |
| Movimiento Nacional Unido                   | 834   | 5,9  | 1       | -1    |
| Independientes                              | 2086  | 14,8 | 0       | -1    |
| Votos blancos/nulos                         | 30    | –    | –       | –     |
| Total                                       | 14135 | 100  | 10      | 0     |
| Fuente: Nohlen                              |       |      |         |       |